# فرودگاه نیروی هوایی سلطنتی اودیهام
فرودگاه نیروی هوایی سلطنتی اودیهام (به انگلیسی: RAF Odiham) یک فرودگاه نظامی با کد یاتا ODH است که یک باند فرود آسفالت دارد و طول باند آن ۱۸۳۸ متر است. این فرودگاه در کشور انگلستان قرار دارد و در ارتفاع ۱۲۳ متری از سطح دریا واقع شده است.